# Forsfararens brud
Forsfararens brud (finska: Koskenlaskijan morsian) är en finländsk dramafilm från 1923, regisserad av Erkki Karu och producerad av Suomi-Filmi. Filmen bygger på Väinö Katajas roman med samma namn. Filmen följdes upp av en nyinspelning 1937.
Iisakki (Konrad Tallroth) bor med sin dotter Hanna (Heidi Korhonen) i byn Nuottaniemi. Iisakki anklagar Heikki (Jaakko Korhonen) i Paloniemi som ansvarig för att hans son avlidit i en olycka. Heikkis son Einar Rinne är dessutom förälskad i Hanna, som bara är intresserad av flottaren Antti Koskenalusta (Oiva Soini).

## Skådespelare (urval)
- Konrad Tallroth
- Jaakko Korhonen
- Einar Rinne
- Heidi Korhonen
- Oiva Soini
- Kirsti Suonio
- Aku Käyhkö
- Joel Rinne
- Jussi Hagberg
- Carl Fager
- Uuno Aarto